# Prionyx vittatus
Prionyx vittatus är en biart som först beskrevs av Kohl 1884.  Prionyx vittatus ingår i släktet Prionyx och familjen grävsteklar. Inga underarter finns listade i Catalogue of Life.